# Susanne Lorentzon
Barbro Marie Susanne Lorentzon, gift Borg, född 11 juni 1961 i Västerås, är en svensk före detta höjdhoppare. Hon var silvermedaljör i VM i friidrott inomhus 1985 i Frankrike. Lorentzon hade det svenska rekordet i höjdhopp mellan den 22 juni 1980 och 20 april 1997 då Kajsa Bergqvist tog över med 1,95. Som bäst hoppade hon 1,94 (Oslo, 16/6 1985). Hon har tävlat för bland annat IF Göta, IFK Lidingö och UF Contact.
Susanne Lorentzon har belönats med Stora grabbars och tjejers märke.

## Meriter
- VM-silver i friidrott inomhus 1985
- 7 SM-guld i friidrott utomhus 1979, 1981, 1982, 1983, 1984, 1985,  1986
- 5 SM-guld i friidrott inomhus 1981, 1983, 1984, 1985, 1986

## Familj
Susanne Lorentzon är dotter till friidrottarna Inge och Inga-Britt Lorentzon och syster till Annika Lorentzon.